# Iva Slaninová
Iva Slaninová, född 1962, tjeckoslovakisk orienterare. Hon tog VM-brons i stafett 1987.